# Alcis dorcadina
Alcis dorcadina là một loài bướm đêm trong họ Geometridae.